# Уилсон, Карли (конькобежец)
Карли Уилсон (англ. Carly Wilson, род. 26 ноября 1986 года, род. в  Джефферсон-Сити, штат Миссури) — американская шорт-трекистка, бронзовый призёр чемпионата мира 2005 года.

## Спортивная карьера
Карли Уилсон очень любила футбол и в средней школе Джефферсона играла за команду "Сойки". Она начала кататься на коньках по счастливой случайности в 3-м классе. Сначала как фигуристка, Уилсон всегда любила кататься быстро и гонялась за своим старшим братом и его друзьями на ледовой арене "Вашингтон Парк". Один из этих приятелей случайно участвовал в соревновательных гонках и сказал Карли, что она должна присоединиться к клубу скоростных гонок Джефферсон-Сити, где её тренером был Пол Раддер. 
В выпускном классе она играла в финале футбольного турнира в качестве полузащитника и забила один мяч. Их команда победила 3:1 и выиграла свой первый титул округа за семь лет. Карли хотелось бы заняться футболом в колледже, но она становилась конькобежкой мирового класса и не могла упустить возможность продолжать тренироваться. Она начала получать интерес от тренеров национальной сборной в 8-м классе. Вскоре Уилсон стала не только лучшей фигуристкой клуба, но и добилась успеха на национальном уровне.
Она заняла 2-е место в общем зачете на юниорских национальных соревнованиях 2005 года, участвовала впервые на юниорском чемпионате мира в Белграде, где стала 15-й в общем зачёте. Также заняла 4-е место в общем зачете на национальном чемпионате по шорт-треку 2005 года и была частью эстафетной команды, занявшей 3-е место на чемпионате мира в Пекине. 
В 2006 году на юниорском чемпионате мира в Меркуря-Чук заняла 8-е место в беге на 500 м и в эстафете, и 16-е место в многоборье. Жизнь вдали от дома не всегда была легкой и Уилсон взяла отпуск на сезон 2006-07, чтобы очистить свой разум. А когда она вернулась, страх за свое здоровье снова заставил ее отступить. Ей потребовалась операция по удалению миндалин и аденоидов после того, как она испытала серьезные проблемы с дыханием на льду.
В ноябре 2007 года на Кубке мира в Турине заняла 12-е место в беге на 1500 м, в эстафете 3-е место. В феврале 2008 года на Кубке мира в Солт-Лейк-Сити вновь заняла 3-е место в эстафете, а в марте на командном чемпионате мира в Харбине помогла команде занять 4-е место. В 2009 году она тренировалась в рамках Национальной программы подготовки США в Олимпийском овале Юты в пригороде Солт-Лейк-Сити.